# Wushan, Tianhe
Wushan (kinesiska: 五山) är ett stadsdelsdistrikt (jiedao) i sydöstra Kina. Det ligger i stadsdistriktet Tianhe i provinshuvudstaden Guangzhou i provinsen Guangdong. Antalet invånare är 131 795. Befolkningen består av 59 237 kvinnor och 72 558 män. Barn under 15 år utgör 7,0 %, vuxna 15-64 år 86 %, och äldre över 65 år 5,0 %.